# Kilowatitos del Nuevo Necaxa
Kilowatitos del Nuevo Necaxa ist ein ehemaliger mexikanischer Fußballverein mit Sitz in Nuevo Necaxa, einer Ortschaft im Municipio Juan Galindo im Bundesstaat Puebla.

## Geschichte
Ein Gründungsmitglied der 1967/68 eingeführten Tercera División war der von der mexikanischen Gewerkschaft der Elektriker, dem Sindicato Mexicano de Electricistas (SME), kontrollierte CD Electra. Nachdem der ursprünglich dem Energieversorgungsunternehmen Luz y Fuerza angegliederte Club Necaxa 1971 von spanischen Geschäftsleuten erworben und in Atletico Español umbenannt worden war und dem CD Elektra 1973 der Aufstieg in die Segunda División gelungen war, wurde der Verein in Erinnerung an den Traditionsverein Necaxa in „Nuevo Necaxa“ umbenannt und erhielt den Spitznamen „Kilowatitos“. Unter dieser Bezeichnung trat der ehemalige CD Electra während seiner Zugehörigkeit zur seinerzeit noch zweitklassigen Segunda División an, die sich über einen Zeitraum von 14 Jahren bis zur Saison 1986/87 erstreckte.